# Frontera entre Mali i Costa d'Ivori
La frontera entre Mali i Costa d'Ivori és la línia fronterera de traçat est-oest que separa el sud de Mali del nord de Costa d'Ivori a l'Àfrica central, separant la regió maliana de Sikasso, dels districtes ivorians de Denguélé i Savanes. Té 532 km de longitud.
Ambdós països foren colònies franceses integrades en 1895 en la federació de l'Àfrica Occidental Francesa. En 1946 Costa d'Ivori va rebre l'estatut de territori d'ultramar i en 1958 de territori autònom. Es va independitzar en 1960. Mali, en canvi, va formar part amb Senegal del Sudan Francès des de 1920 fins a la independència de Mali en 1960.